# ハーレーダビッドソン・サービカー

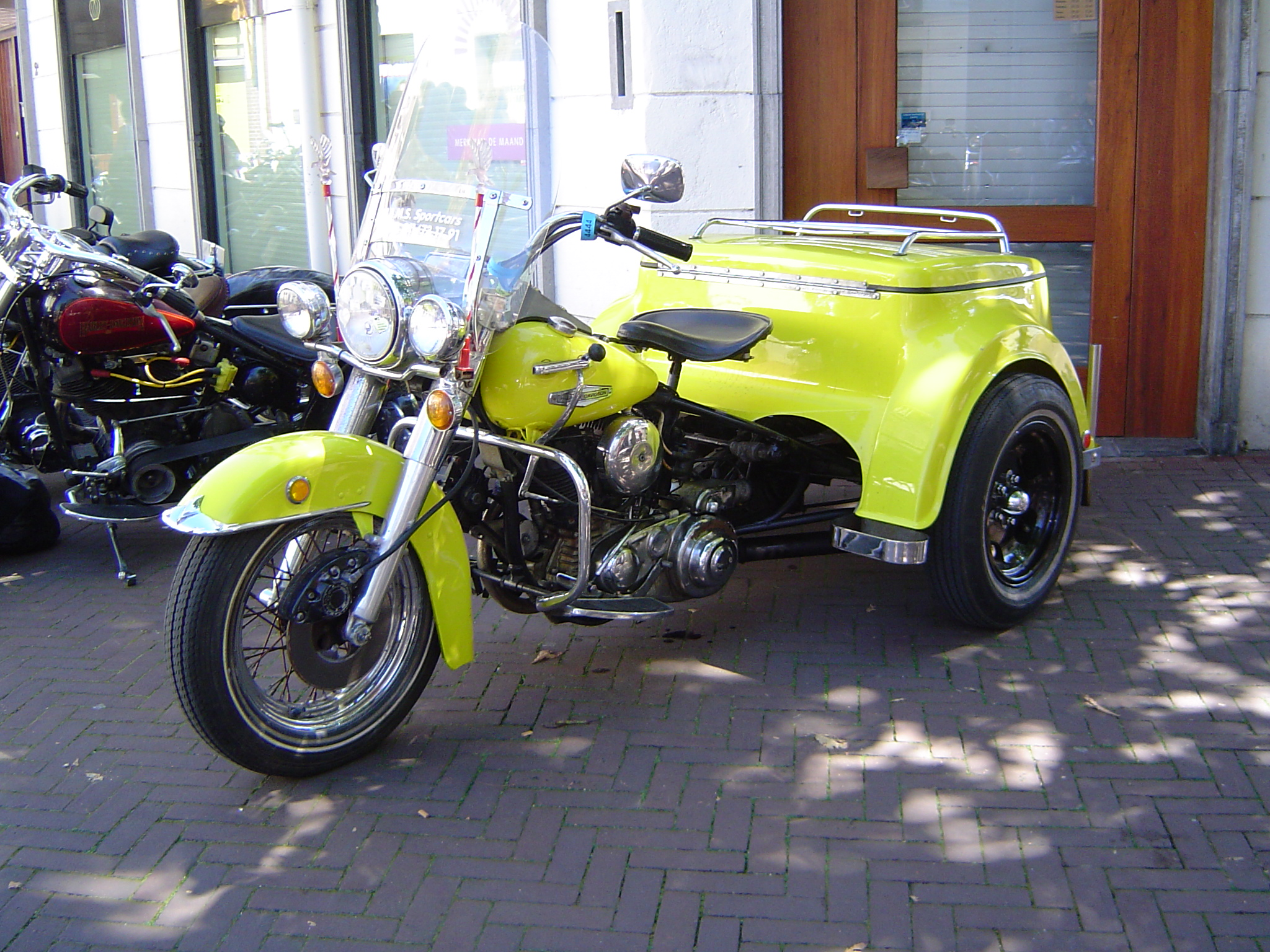
ハーレーダビッドソン・サービカー

サービカー（英：Servi-car）は1932年から1974年にかけてハーレーダビッドソンが製造していたトライクである。

## 概要
サービカーは、ハーレーダビッドソンの売り上げが落ち込んでいた世界恐慌の時代に誕生した。主に自動車ディーラーを対象に製造されたが、自動車より小回りが良いとのことで商店や映画の撮影などでも使われた。その他、警察の交通取締や郵便配達、消防、フリーウェイなどでの故障車の修理などにも使われた。エンジンは750ccヘビーツインを使用、初期型はVLのスプリンガーフォークを使用し、1958年からはグライドフォークに変更された。リアタイヤの駆動システムはチェーンでデフギアを回し、トランスミッションには3速とバックギアが付属していた。

## モデル一覧
- G
- GA
- GD
- GE